# Романов, Руслан Игоревич
Русла́н И́горевич Рома́нов (укр. Руслан Ігорович Романов; род. 2 февраля 1989, СССР) — украинский футболист, атакующий полузащитник, нападающий.

## Игровая карьера
Воспитанник донецкого «Шахтёра». В Детско-юношеской футбольной лиге кроме «Шахтёра» защищал цвета соседнего «Олимпика» и мариупольского «Ильичёвца».
После завершения обучения играл за дубли «Кривбасса» (2006 год, 4 игры) и «Зари» (2007 год, 7 игр).
В 2008 году заключил контракт со второлиговыми «Сумами». В этой команде дебютировал 18 сентября 2008 года в игре против кировоградской «Звезды». Через месяц, 24 октября, забил в ворота донецкого «Олимпика» свой первый гол в профессиональных командах.
Весной 2009 года вернулся в «Ильичёвец». Выступал по большей части в молодёжном первенстве. За три сезона в составе мариупольцев вошёл в списки гвардейцев и лучших бомбардиров в истории мариупольской «молодёжки». 22 мая 2009 года сделал хет-трик в ворота луганской «Зари», став всего четвёртым молодым «ильичёвцем», кому это удавалось. Всего в составе дублёров сыграл 64 матча, забил 14 голов.
14 марта 2009 года сыграл свой единственный матч в Премьер-лиге. В матче против «Днепра» в Днепропетровске уже в добавленное арбитром ко второму тайму время Руслан заменил на поле белорусского легионера «Ильичёвца» Павла Беганского. Романов провёл на поле около двух минут.
Сезон 2011/12 Романов провёл в первой лиге, играя за ахтырский «Нефтяник-Укрнефть». После завершения сезона проходил просмотр во второй команде киевского «Динамо», но в команде не остался. Далее выступал за любительскую команду Макеевки. Летом 2014 года, эвакуировавшись из зоны боевых действий, получил предложение продолжить карьеру в «Чайке» (Петропавловская Борщаговка).